# Lucas de Heere

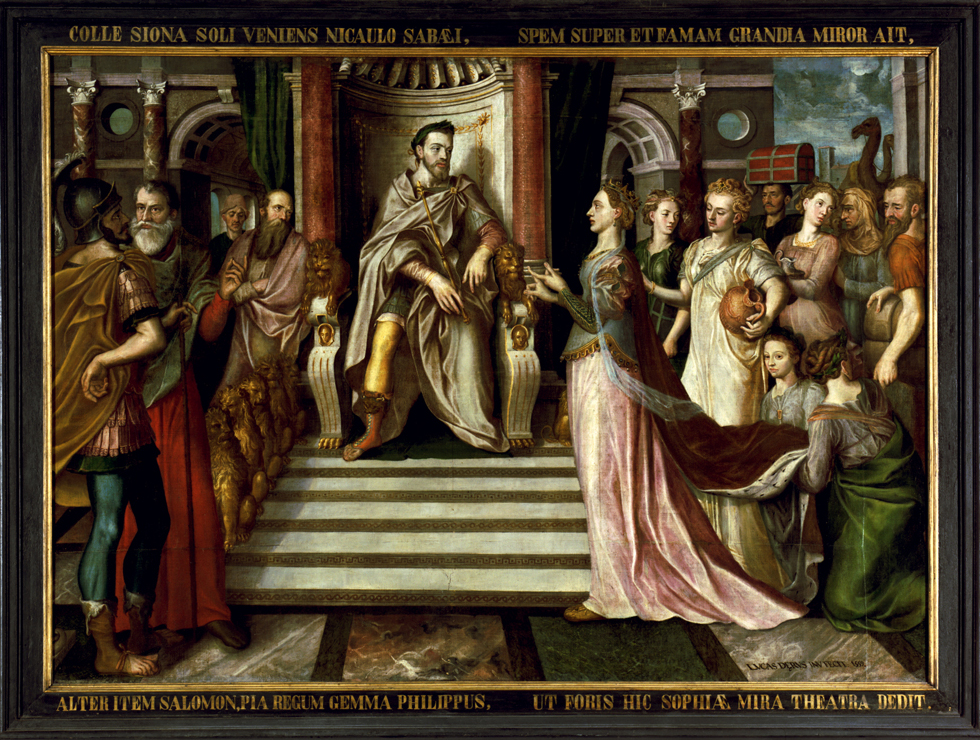
Felipe II de España caracterizado como Salomón, por Lucas de Heere, 1559 (Catedral de San Bavón, Gante).

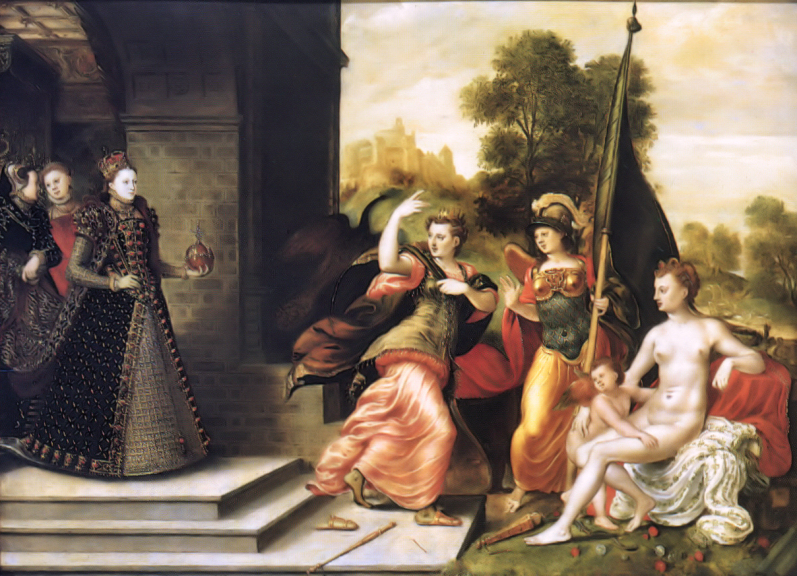
Isabel I de Inglaterra y las tres diosas, obra de 1569, atribuida a Lucas de Heere, tanto como a Hans Eworth o Joris Hoefnagel.

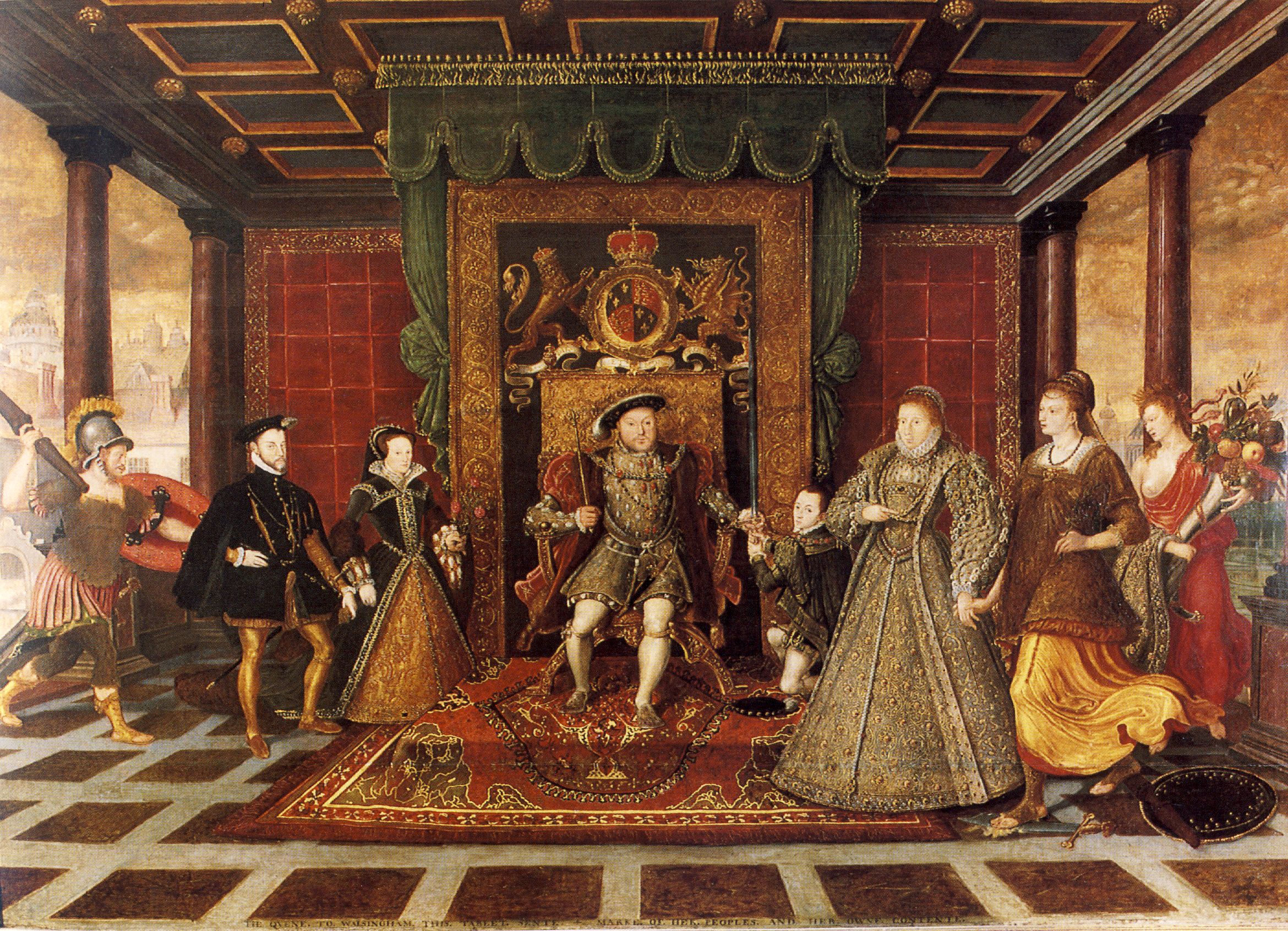
La familia de Enrique VIII, hacia 1572, óleo sobre tabla, Museo y Galería Nacional, Cardiff, País de Gales (en préstamo a Sudeley Castle, Gloucestershire), obra atribuida a Lucas de Heere.

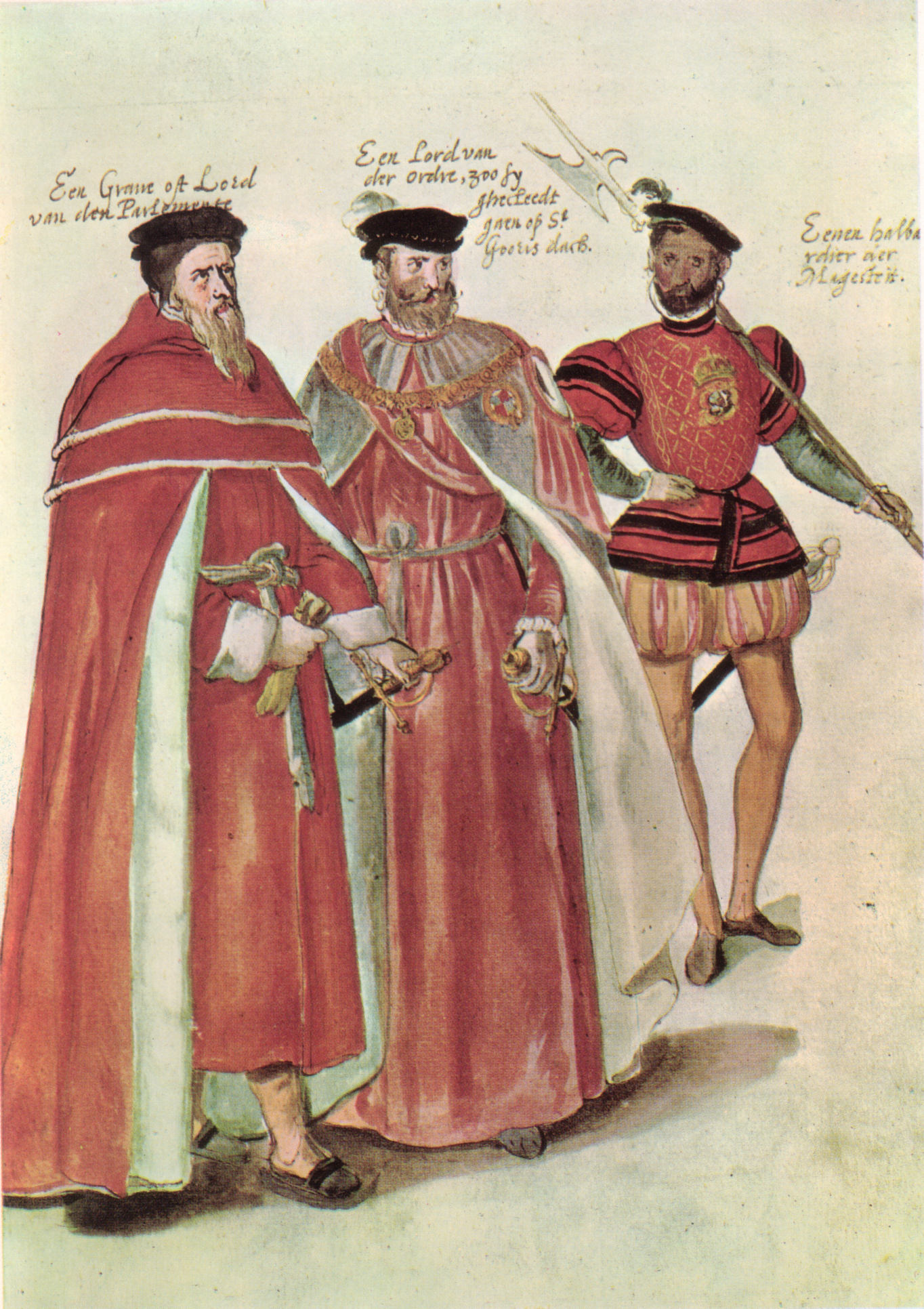
Dos Lores ingleses, con túnicas de la Orden de la Jarretera, por Lucas de Heere, 1567.

Lucas de Heere (Gante, 1534 – París, 1584) fue un pintor, poeta y escritor flamenco, discípulo de Frans Floris. 
De religión protestante, llevó una vida errante, refugiándose y trabajando un tiempo en Fontainebleau y en Inglaterra durante las revueltas en los Países Bajos contra Felipe II, regresando a los Países Bajos tras la Pacificación de Gante en 1576. Fue muy popular en su época, por lo que amasó una considerable fortuna. Llegó a ser conocido especialmente por sus retratos, de los que el más célebre es el retrato de Catalina de Berain, que se conserva en el Museo Nacional de Cardiff, en los que se muestra como un discreto seguidor de Antonio Moro y de Tiziano. 

### Formación
Heere provenía de una familia noble de pintores y escultores. Su madre Anna Smijters era iluminadora y su padre Jan de Heere, escultor y arquitecto; ambos habrían sobresalido en su oficio. Aprendió a dibujar de su padre. Habiendo terminado la Concessio Carolina al poder de los Gremios de Gante en 1540 y, en consecuencia, estando estancada la actividad artística en esta ciudad, Heere fue enviado a Amberes por su padre para completar su formación como pintor en el estudio de Frans Floris. Por encargo de este último realizó varios cartones de vidrieras y tapices, que pasaban por obras del propio maestro. De Floris aprendió a comportarse en un medio elitista, familiarizándose con la nobleza de Amberes.
Según se desprende de una carta del Cardenal Granvela, hizo un retrato de Felipe II en 1553, que podría ser el pequeño retrato a él atribuido, con dudas, en el Museo del Prado. La existencia de unos retratos firmados por HE, cuya datación es controvertida, ha llevado a ciertos autores a creer que Heere ya había estado en Inglaterra antes de su exilio. Así, en 1554, habría pintado a María Tudor en Londres, aunque actualmente se cree que son pinturas de Hans Ewoutsz.
En 1559 pintó por orden del embajador Viglius van Aytta La visita de la reina de Saba al rey Salomón, que fue encargado para el cerramiento del Coro de la Catedral de San Bavón en Gante ante la celebración del XXII capítulo de la Orden del Toisón de Oro, conservado in situ. En el lienzo se presenta ya la imagen de Felipe II, el rey prudente, como el nuevo Rey Salomón, anunciando la utilización que del modelo salomónico se hará en El Escorial. En el cuadro de Lucas de Here, Salomón toma los rasgos de Felipe II, rubio, con barba y mentón saliente, en tanto la reina de Saba aparece como una alegoría de los Países Bajos, que dan sus riquezas al rey a cambio de que este las gobierne de forma sabia y prudente. Felipe II había asistido a la Asamblea de los Estados Generales en Gante ese año.

### Conversión al protestantismo y huida a Inglaterra
Durante su viaje a Francia en 1559-1560, visitó Fontainebleau y descubrió la poesía de La Pléyade y diseñó cartones para tapices para Catalina de Medici. Su matrimonio en 1560 con Eleonora Carboniers, poetisa y partidaria de la Reforma protestante, le hizo abrazar la nueva religión. Desde ese momento se convirtió en un abierto partidario de Guillermo de Orange el Taciturno, cuyas victorias celebró en su poesía y pintura. En los años que siguieron, ganó popularidad en Gante como pintor y poeta. Aunque era un protestante convencido, es a él a quien debemos la salvaguardia de varias obras de arte de las revueltas de los iconoclastas en 1566, incluidas las pinturas de Frans Floris.
Para Heere, la llegada del duque de Alba a los Países Bajos constituyó motivo suficiente para abandonar el país y refugiarse en Inglaterra en 1568, donde ocupó incansablemente altos cargos. De este período de exilio en Inglaterra sólo se le pueden atribuir dos pinturas: un retrato, fechado en 1569, de la reina Isabel, representada saliendo de su palacio, rodeada de las diosas Juno, Minerva y Venus, y una alegoría de la sucesión de los Tudor, representando a Enrique VIII de Inglaterra y su familia, donde aparecen María Tudor y el entonces príncipe y rey consorte Felipe II, probablemente inspirados en los cuadros de Antonio Moro. En Inglaterra tuvo algunos alumnos neerladeses, como John de Critz, probablemente Marcus Gheeraerts el Joven, así como posiblemente el inglés Robert Peake el Viejo.
Durante su exilio (1568-1577) d'Heere desarrolló un interés desenfrenado por la etnografía, la historia y la geografía, que quedó reflejado en obras como la Corte beschryvinghe van Engheland Scotland ende Irland, la Corte beschryvinghe van D'engelandsche histories o el Theatre de tous les peuples et Nations de la terre. Este último trabajo se puede caracterizar como un libro de vestuarios o de disfraces, que en muy difícil de encontrar en su forma manuscrita. El libro de vestuario tiene un valor especial para la memoria colectiva ya que proporciona un testimonio único sobre la percepción del vestuario histórico y contemporáneo en el siglo XVI. También se utilizaron a menudo como libros modelo, de tal manera que constituyen una importante fuente histórico-artística. En este sentido, el libro de vestuario también tiene un referente, ya que se pueden detectar influencias mutuas entre artistas. El manuscrito tiene un valor artístico especial. Consta de 98 cuadros (en formato miniatura) del merecido pintor, cuyas obras en su mayoría se han perdido a lo largo de los siglos. El importante libro de vestuario se guarda en la Biblioteca de la Universidad de Gante.

### Vuelta a Gante
En 1577, tras la pacificación de Gante, volvió a su ciudad natal. Según sus contemporáneos, habría puesto en verso un poema holandés titulado Boomgaerd der Schilderkonst y se habría encontrado a la cabeza de los poetas de Gante que, en 1578, acogieron, con poemas en lengua holandesa, al archiduque Matías de Austria como Conde de Flandes. Se publicó una descripción de las fiestas de su mano y también pintó un cuadro de la misma, destruido poco después de su muerte cuando la ciudad de Gante fue entregada a los españoles en 1584. En 1580 se publicó su tratado sobre la iglesia, traducido del francés y el latín, escrito en defensa de la Reforma protestante y contra la acusación de falta de unidad y constancia.
Aunque probablemente nunca se involucró en la política urbana, en 1582 ocupó el cargo de rekenmeestere, o auditor y auditor del Tribunal de Cuentas de Gante, y pensionnaire del príncipe. Por encargo del magistrado de Gante el 19 de septiembre de 1581, prevista para el 20 de agosto de 1582, preparó la «Joyeuse Entrée» del duque de Anjou, que se convertiría en conde de Flandes. Este acontecimiento se describió en la «Joyeuse Entrée» de Monseñor Francoys, hijo de Francia; el manuscrito de esta obra se encuentra en Berlín e incluye, además de la dedicatoria al duque de Anjou, y contiene ilustraciones que no aparecen en las ediciones impresas. La versión holandesa también es de él: «De Eerlicke Incomste». Además, sería el autor, como pintor, de una representación de este espectáculo bajo el aspecto de una alegoría. También se encargó de la «Joyeuse Entrée» de Guillermo de Orange y durante este período, realizó varios murales para este último.
En los últimos años de su vida se dedicó a dibujar cartones para una de las obras maestras de la tapicería holandesa del siglo XVI: los ocho tapices del tapiz de Valois en la Galería Uffizi de Florencia, cuyos cartones habrían sido terminados en 1582. Además, preparó una descripción de la vida de los pintores, que no llegó a concluir.
Tras la muerte de Guillermo de Orange y la rendición de la ciudad de Gante a Alejandro Farnesio, en su calidad de rekenmeestere, fue gravado con 1.050 libras. Quizás encontró refugio en París antes de que la ciudad donde nació pasara a manos de España, donde pudo morir. Dejó dos hijos: Jacob y Philippus Lucas. Su nieto Jan Jacobs fundó una secta bautista.